# Indulf
Indulf, zvani Agresor (škot. Ildulb mac Causantín) (? - kraj Invercullena, Aberdeen, 962.), kralj Pikta i Škota od 954. do 962. godine, iz dinastije Alpina.
Bio je jedini preživjeli sin škotskog kralja Konstantina II. († 943.) i nasljednik prijestolja, nakon smrti rođaka, kralja Malcolma I.
Za vladavine Malcolma I., vladao je kao potkralj Strathclydea, a potom je postao kralj Škotske (Alba). Njegovu vladavinu obilježio je povratak Vikinga, koje je uspio poraziti kod Cullena. Godine 954. nakratko je oduzeo Edinburgh Northumbijcima, a uspio je i proširiti škotsku vlast na Lothien, koji je izgubio njegov otac.
U trenutku kada je razmišljao o abdikaciji i odlasku u samostan, morao se suočiti s još jednim vikinškim napadom, gdje je u bitci kod Baudsa kod Findochtyja, pobijedio vojsku norveškog kralja Erika I. Krvavu sjekiru.
Poslije smrti nasljedio ga je kralj Dubh, sin njegova prethodnika, nakon kojega su Škotskom naizmjenice vladali Indulfovi sinovi Cullen i Amlaib (Olaf).